# Julius Steinmetz
Julius Friedrich Christian Steinmetz (* 9. November 1808 in Arolsen; † 1. November 1874 in Korbach) war ein deutscher Pfarrer und Politiker.
Steinmetz war der Sohn des Pfarrers Johann Philipp Steinmetz (1767–1836) und dessen Ehefrau Karoline Schumacher, geborene Krüger (1775–1844). Er heiratete in erster Ehe Luise Pentzel (1807–1857). Am 2. Dezember 1862 heiratete er in Arolsen in zweiter Ehe Katharina Friederike Christiane Kahlhöfer (1828–1893). Steinmetz war Lehrer in Arolsen. 1836 bis 1942 war er Pfarrer in Münden, 1842 bis 1860 in Usseln und 1860 bis 1874 Pfarrer in Helmighausen.
Nach der Märzrevolution war er 1848 bis 1849 Abgeordneter im Landtag des Fürstentums Waldeck-Pyrmont. Er wurde im I. ländlichen Wahlkreis gewählt.